# Borolia negrottoi
Borolia negrottoi là một loài bướm đêm trong họ Noctuidae.